# Rob Holding
Robert Samuel Holding (* 20. září 1995) je anglický fotbalista, který hraje jako obránce za anglický druholigový klub Sheffield United, kde je na hostování z prvoligového Crystal Palace.
Je odchovancem Bolton Wanderers, z klubu byl na hostování v Bury. V červenci 2016 přestoupil do Arsenalu. S Arsenalem vyhrál 2krát FA Cup a 3krát FA Community Shield.
Reprezentoval Anglii v kategorii do 21 let a v roce 2016 s ní vyhrál Tournoi de Toulon.

## Reprezentační kariéra
Byl povolán do reprezentace do 21 let. Debutoval dne 23. května 2016 na Tournoi de Toulon proti Guineji. Na turnaji nastoupil dvakrát.
Byl součástí týmu na Mistrovství Evropy U21 2017, na turnaji ale nehrál.
Celkem odehrál 5 zápasů za reprezentaci do 21 let.

## Úspěchy

### Klubové
Arsenal
- 2× FA Cup: 2016/17, 2019/20
- 3× FA Community Shield: 2017, 2020, 2023

### Reprezentační
Anglie U21
- Tournoi de Toulon: 2016

### Individuální
- Hráč roku Bolton Wanderers: 2015/16